# Punchline
Punchline är en amerikansk komedifilm från 1988 i regi av David Seltzer. I huvudrollerna ses Tom Hanks och Sally Field.

## Rollista i urval
- Sally Field - Lilah Krytsick
- Tom Hanks - Steven Gold
- John Goodman - John Krytsick
- Mark Rydell - Romeo
- Kim Greist - Madeline Urie
- Paul Mazursky - Arnold
- Taylor Negron - Albert Emperato
- Damon Wayans - Percy
- Mac Robbins - Billy Lane